# Municipio de Marysville (condado de Marshall)
El municipio de Marysville (en inglés: Marysville Township) es un municipio ubicado en el condado de Marshall en el estado estadounidense de Kansas. En el año 2010 tenía una población de 233 habitantes y una densidad poblacional de 2,9 personas por km².

## Geografía
El municipio de Marysville se encuentra ubicado en las coordenadas 39°52′42″N 96°37′45″O / 39.87833, -96.62917. Según la Oficina del Censo de los Estados Unidos, el municipio tiene una superficie total de 80.35 km², de la cual 79,42 km² corresponden a tierra firme y (1,15 %) 0,92 km² es agua.

## Demografía
Según el censo de 2010, había 233 personas residiendo en el municipio de Marysville. La densidad de población era de 2,9 hab./km². De los 233 habitantes, el municipio de Marysville estaba compuesto por el 97,42 % blancos, el 0,43 % eran afroamericanos, el 1,29 % eran amerindios, el 0,43 % eran asiáticos, el 0,43 % eran de otras razas. Del total de la población el 0,86 % eran hispanos o latinos de cualquier raza.